# Julio César Maglione
Julio César Maglione (Montevidéu, 14 de novembro de 1935) é o atual presidente da ODEPA e  membro do Comitê Olímpico Internacional (IOC) representando o Uruguai. 
Maglione foi presidente do Comitê Olímpico Uruguaio (em castelhano:  Comité Olímpico Uruguayo, COU),entre 1987 e 2015. Em julho de 2009 se elegeu presidente da Federação Internacional de Natação (FINA), sendo reeleito ao cargo em julho de 2013.
Deixou o cargo para se eleger presidente da ODEPA – Organización Deportiva Panamericana,  a entidade esportiva organizadora dos Jogos Pan-americanos, em abril de 2015, sucedendo ao mexicano  Mario Vázquez Raña, presidente da entidade por 40 anos, que faleceu em fevereiro do mesmo ano. 